# 130 nanòmetres
| Tecnologia | Any  |
| ---------- | ---- |
| 10 um      | 1971 |
| 6 um       | 1974 |
| 3 um       | 1977 |
| 1,5 um     | 1982 |
| 1 um       | 1985 |
| 800 nm     | 1989 |
| 600 nm     | 1994 |
| 350 nm     | 1995 |
| 250 nm     | 1997 |
| 180 nm     | 1999 |
| 130 nm     | 2001 |
| 90 nm      | 2004 |
| 65 nm      | 2006 |
| 45 nm      | 2008 |
| 32 nm      | 2010 |
| 22 nm      | 2012 |
| 14 nm      | 2014 |
| 10 nm      | 2017 |
| 7 nm       | 2018 |
| 5 nm       | 2020 |

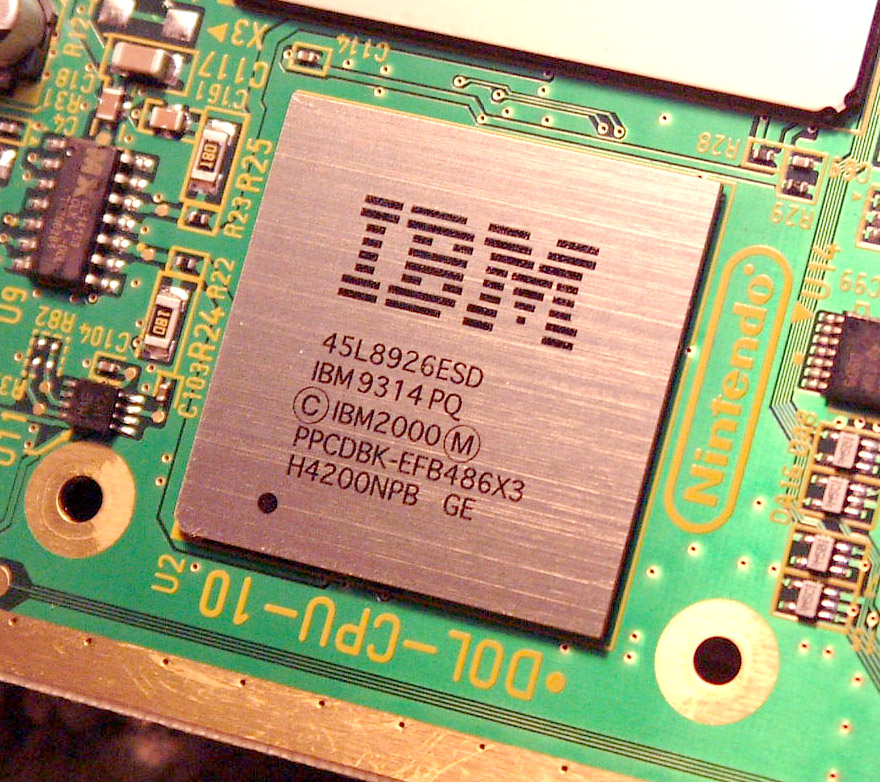
Fig.1 Exemple de tecnologia de 130 nm : IBM Gekko

130 nanòmetres (130 nm) és una tecnologia de fabricació de semiconductors en què els components tenen una dimensió de 130 nm. És una millora de la tecnologia de 180 nm. La llei de Moore diu que la superfície és redueix a la meitat cada 2 anys, per tant el costat del quadrat de la nova tecnologia serà de {\displaystyle 130\simeq {\frac {180}{\sqrt {2}}}}. Sabent que els àtoms de silici tenen una distància entre ells de 0,543 nm, llavors el transistor té de l'ordre de 240 àtoms de llargada.

## Tecnologia emprada
- Tecnologia de litografia millorada.

## Processadors
| Fabricant | Data | CPU                                             | Notes |
| --------- | ---- | ----------------------------------------------- | ----- |
| Motorola  | 2002 | PowerPC 7447, 7457                              |       |
| IBM       | 2002 | Gekko                                           |       |
| Intel     | 2002 | Pentium III, 4, M, Celeron, Xeon                |       |
| AMD       | 2002 | Athlon XP, MP, Duron, K7 K8 Sempron,64, Opteron |       |

| Fabricant                | Intel    | Intel    | TSMC     | TSMC     | Samsung | Samsung  | Fujitsu  | Fujitsu  | IBM / Infineon / UMC | IBM / Infineon / UMC | Motorola   | Motorola   | AMD    | AMD      | NEC   | NEC      | NEC   | NEC      | TI    | TI       | TI    | TI       |
| ------------------------ | -------- | -------- | -------- | -------- | ------- | -------- | -------- | -------- | -------------------- | -------------------- | ---------- | ---------- | ------ | -------- | ----- | -------- | ----- | -------- | ----- | -------- | ----- | -------- |
| Nom del procés           | P860     | P860     |          |          |         |          | CS-91    | CS-91    | CMOS 9S              | CMOS 9S              | HiPerMOS 7 | HiPerMOS 7 |        |          |       |          |       |          |       |          |       |          |
| Primera producció        | 2001     | 2001     | 2001     | 2001     | 2001    | 2001     | 2002     | 2002     | 2001                 | 2001                 | 2001       | 2001       | 2002   | 2002     | 2001  | 2001     | 2001  | 2001     | 2001  | 2001     |       |          |
| Tipus                    | Bulk     | Bulk     | Bulk     | Bulk     | Bulk    | Bulk     | Bulk     | Bulk     | PDSOI                | PDSOI                | Bulk       | Bulk       | Bulk   | Bulk     | Bulk  | Bulk     | Bulk  | Bulk     | Bulk  | Bulk     | Bulk  | Bulk     |
| Capes de Metal           | 6        | 6        |          |          |         |          |          |          | 8                    | 8                    | 8          | 8          |        |          | 5     | 5        | 7     | 7        | 6     | 6        | 7     | 7        |
|                          | Value    | 180 nm Δ | Value    | 180 nm Δ | Value   | 180 nm Δ | Value    | 180 nm Δ | Value                | 180 nm Δ             | Value      | 180 nm Δ   | Value  | 180 nm Δ | Value | 180 nm Δ | Value | 180 nm Δ | Value | 180 nm Δ | Value | 180 nm Δ |
| Pas de contacte de porta | 319 nm   | 0.66x    | 310 nm   | ?x       | 350 nm  | ?x       | ? nm     | ?x       | 350 nm               | ?x                   | 350 nm     | ?x         | 350 nm | ?x       | ?nm   | ?x       | ?nm   | ?x       | ?nm   | ?x       | ?nm   | ?x       |
| Pas de connexió          | 345 nm   | 0.69x    | 340 nm   | ?x       | 350 nm  | ?x       | ? nm     | ?x       | 320 nm               | ?x                   | 350 nm     | ?x         | 350 nm | ?x       | ?nm   | ?x       | ?nm   | ?x       | ?nm   | ?x       | ?nm   | ?x       |
| Cel·lula 1 bit de RAM    | 2.45 µm² | ?x       | ? µm²    | ?x       | ? µm²   | ?x       | ? µm²    | ?x       | ? µm²                | ?x                   | ? µm²      | ?x         | ? µm²  | ?x       | ? µm² | ?x       | ? µm² | ?x       | ? µm² | ?x       | ? µm² | ?x       |
| Cel·lula 1 bit de DRAM   | 2.09 µm² | 0.36x    | 2.14 µm² | 0.46x    | ? µm²   | ?x       | 1.98 µm² | 0.47x    | 1.8 µm²              | ?x                   | ? µm²      | ?x         | ? µm²  | ?x       | ? µm² | ?x       | ? µm² | ?x       | ? µm² | ?x       | ? µm² | ?x       |